# Серная пробка

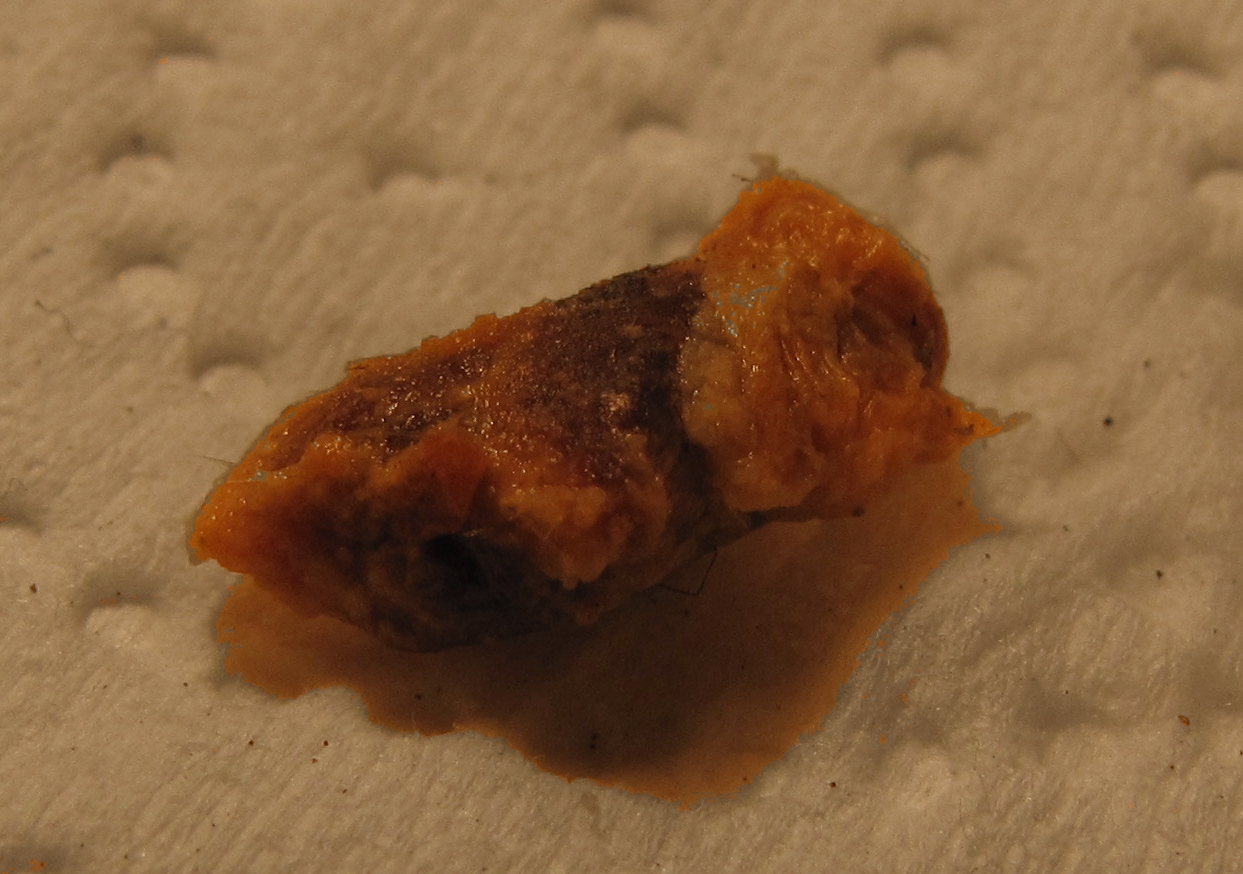
Ушная сера

Се́рная про́бка (лат. caerūmen) — состояние, при котором вследствие увеличения количества и уплотнения ушной серы произошло обтурирование наружного слухового прохода.
Образование ушной серы — это нормальный физиологический процесс. Ушная сера — вещество, секретируемое серными или церуминозными железами, расположенными в хрящевом отделе наружного слухового прохода. Это смесь секрета серных, сальных желез и слущенного эпителия. В её состав в основном входят жиры, белки, насыщенные и ненасыщенные длинноцепочечные жирные кислоты, холестерин и минеральные соли, а также вещества, обладающие антибактериальным действием: лизоцим и иммуноглобулины. Ушная сера обеспечивает нормальную работу органа слуха за счёт его очищения, увлажнения и защиты от негативного влияния экзогенных физико-химических и биологических факторов. В норме ушная сера удаляется самопроизвольно при движениях височно-нижнечелюстного сустава при разговоре, жевании и т. д. Однако наблюдается формирование серной пробки при очистке в профилактических целях ушей ватными палочками. Они удаляют часть серы, но при этом большая часть перемещается ближе к барабанной перепонке, а также она уплотняется, что собственно и является причиной возникновения серной пробки в данном случае.
Серная пробка развивается при скоплении ушной серы в костной части наружного слухового прохода, в непосредственной близости к барабанной перепонке, откуда невозможно её естественное удаление. К этому приводят состояния, нарушающие процесс самоочищения наружного слухового прохода (например, отит, дерматит, экзема), чрезмерное образование ушной серы и неправильный гигиенический уход. К факторам, способствующим возникновению серной пробки, относятся:
- особенности анатомического строения наружного слухового прохода (узкий, извитой);
- плотный рост волос в слуховом канале;
- пожилой возраст;
- работа, связанная с изменением характеристик внешней среды (повышенная температура или влажность, повышенное или пониженное атмосферное давление и др.);
- работа, связанная с пылью (цементная или мучная пыль, пескоструйные работы и др.);

При использовании слухового аппарата или наушников и телефонных гарнитур также увеличивается риск образования серной пробки из-за постоянного раздражения наружного слухового прохода и нарушения удаления ушной серы. Наиболее частая причина образования серной пробки — неправильный гигиенический уход, необоснованно частое и неверное использование ватных палочек и других подручных средств (спички, шпильки и др.) в профилактических целях. Удаление ушной серы при туалете ушной раковины должно проводиться только вокруг входа в слуховой проход. Если ватная палочка вводится глубже, происходит раздражение и травмирование кожи слухового прохода, смещение серы вглубь к барабанной перепонке, и «утрамбовывание» её. В последующем происходит уплотнение ушной серы и образование пробки. Введение ватной палочки вглубь слухового прохода опасно также тем, что может стать причиной повреждения барабанной перепонки.
В зависимости от консистенции серной пробки выделяют:
- Мягкие:
  - пастоподобные: окрашены в светло-жёлтый или тёмно-жёлтый цвет и имеют мягкую, умеренно текучую консистенцию, напоминающую свежий мёд;
  - пластилиноподобные: окрашены в различные оттенки (от самого светлого до тёмного) коричневого цвета и имеют вязкую, но податливую консистенцию;
- Сухие: окрашены в тёмно-коричневый или чёрный цвет и имеют жёсткую и плотную консистенцию.

У людей монголоидной расы и коренных американцев чаще отмечается сухой тип ушной серы, у представителей европеоидной и негроидной расы чаще встречается мягкий тип. Предполагается, что тип ушной серы генетически предопределён, и ген, ответственный за это, находится в хромосоме 16 (16q11.2-16q12.1).
Консистенция пробки также зависит от времени её нахождения в слуховом проходе. Первично любая пробка имеет пастоподобную консистенцию. Чем дольше пробка находится в слуховом проходе, тем плотнее она становится. Серная пробка может находиться в наружном слуховом проходе одного или обоих ушей, закупоривая его просвет полностью или частично.

## Клинические проявления
Серная пробка может длительно существовать бессимптомно, пока не перекроет полностью просвет наружного слухового прохода. Обычно это происходит при попадании в ухо воды, в результате чего скопившаяся сера набухает. Клинически это проявляется в виде снижения остроты слуха, возникновения ощущения заложенности, звона/гула/шума в ухе, в некоторых случаях — боли в слуховом проходе. Если пробка давит на барабанную перепонку, могут появляться такие рефлекторные симптомы, как головная боль, головокружение, тошнота, кашель, иногда нарушения сердечной деятельности. В таких случаях нужно обратиться к врачу, поскольку длительный контакт серной пробки с барабанной перепонкой может привести к развитию воспаления среднего уха.

## Лечение
Лечение серной пробки заключается в её удалении. Существует два метода удаления серных пробок: физическое, или механическое удаление и растворение. Иногда оба метода применяются в комбинации.
Механическое удаление включает в себя:
- промывание: если серная пробка мягкой консистенции, её удаляют, вымывая тёплой водой или физиологическим раствором, используя шприц Жане. Под напором воды сера вымывается из ушного прохода.
- аспирация: в ряде случаев серные массы могут быть аспирированы с помощью электроотсоса. Однако данная методика возможна исключительно при достаточно мягкой консистенции серных масс[6].
- кюретаж: сухое удаление серной пробки при помощи специального ушного зонда (кюретки) под контролем зрения[4][7].

Растворение (церуменолизис): метод туалета наружного слухового прохода, основанный на введении в наружный слуховой проход веществ, размягчающих или растворяющих ушную серу. Церуменолитики, используемые в домашних условиях для удаления серных пробок, можно разделить на 5 групп: препараты на водной основе, на масляной основе, не содержащие воду или масло, сурфактанты и средства, размягчающие и способствующие извлечению ушной серы за счёт вакуума.
1. Препараты на водной основе:
  - Натуральная морская вода (АКВА МАРИС ОТО, Audispray);
  - Растворители
    - Хлорбутанол (Отинум);
    - Глицерин (Глицерин, Бахона капли (лат. Guttae Bachoni), Капли для ушей En’jee);
    - Триэтаноламин (Cerumenex)

  - Натрия гидрокарбонат (Перекись водорода 3 %, капли Бахона, Капли для ушей En’jee);
Механизм действия: эти средства только размягчают ушную серу и не решают проблему в случае плотной или большой серной пробки, требующих механического вмешательства[10].
2. Препараты на масляной основе
  - Парафин (Клин-Ирс);
  - Оливковое масло (Ваксол);
  - Норковое масло (Ремо-вакс);
  - Миндальное масло (Cerustop);
  - Розовое масло (жидкость щелочная (лат. Liquor alkalinus));
  - Смесь миндального, арахисового и камфорного масла (Earex).
Механизм действия: смазывают и смягчают ушную серу, но не расщепляют её компоненты. Терапевтический эффект, аналогичный препаратам на водной основе.
3. Не содержащие воду или масло:
  - Перекись карбамида (Деброкс, Ауро, Е-Р-О, Мьюрайн и Дропс, Мьюрайн и Уокс Римувл);
Механизм действия: смягчает ушную серу. Терапевтический эффект, аналогичный препаратам на водной и масляной основе.
4. Сурфактанты: 
  - А-церумен
Механизм действия: сурфактанты, поверхностно активные вещества, «приклеиваются» к поверхности серной пробки и разрушают её за счёт гидратации и клеточного лизиса, таким образом, уменьшают плотность серной пробки и способствуют полному её растворению и устранению из слухового прохода[6].
5. Размягчающие и способствующие извлечению ушной серы за счёт вакуума: 
  - Фитосвечи, состоящие из пчелиного воска и эфирных масел.
Механизм действия: местное тепловое действие и мягкая вакуум-терапия. Их применение опасно в связи с возможностью ожога наружного слухового прохода и перфорации барабанной перепонки[1].

## Профилактика
Профилактика образования серных пробок заключается в правильном туалете ушной раковины. Для этого достаточно хорошо её протирать полотенцем после мытья или несколько раз в месяц закапывать в уши церуменолитические препараты, например, А-церумен. Применение церуменолитических препаратов является единственным эффективным и безопасным способом профилактики серных пробок у людей, имеющих повышенный риск их образования. Их применение целесообразно, в том числе, после нахождения в запылённых местах или длительного контакта с водой, а также при использовании слухового аппарата, наушников или телефонной гарнитуры.